# اژدهای دریایی (افسانه)
اژدهای دریایی (به انگلیسی: sea dragon) یا مار دریایی (به انگلیسی: sea serpent)، نوعی هیولای دریایی اژدهایی است که در افسانه‌های مختلف توصیف شده‌است، که برجسته‌ترین آنها در بین‌النهرین (تیامات)، یهودی-مسیحی (لویاتان)، یونانی (کتوس، اکیدنا، هیدرا، اسکیلا)، و نورس (یورمونگاند) است).
دراخن‌کمف (Drachenkampf) اسطوره‌ای، خدای اصلی در نقش قهرمانی که مار دریایی را می‌کشد، هم در خاور نزدیک باستان و هم در اسطوره‌شناسی هندواروپایی رایج است. لوتان و حداد، لویاتان و یهوه، تیامات و مردوک (همچنین رجوع کنید به Labbu , Bašmu، Mušḫuššu)، ایلویانکا (Illuyanka) و تارهونت (Tarhunt)، یم و بعل در چرخه بعل و غیره. کتاب مقدس عبری همچنین توصیف افسانه‌ای کمتری از جانداران دریایی بزرگ به عنوان بخشی از آفرینش تحت فرمان خدا دارد، مانند تاننیمهای یادشده در کتاب سفر پیدایش ۱:۲۱ و «مار بزرگ» عاموس ۹:۳. در انه‌اید، یک جفت مار دریایی، لائوکون و پسرانش را کشتند، زمانی که لائوکون مخالف آوردن اسب تروآ به تروآ بود.